# بخش رودخانه کردیت، شهرستان اسکات، مینه سوتا
بخش رودخانه کردیت (به انگلیسی: Credit River Township) یک منطقهٔ مسکونی در ایالات متحده آمریکا است که در شهرستان اسکات، مینه‌سوتا واقع شده‌است. بخش رودخانه کردیت ۶۱٫۶ کیلومتر مربع مساحت و ۳٬۸۹۵ نفر جمعیت دارد و ۳۰۰ متر بالاتر از سطح دریا واقع شده‌ است.